# آلن موسکونی
آلن موسکونی (به انگلیسی: Alain Mosconi) (زادهٔ ۹ سپتامبر ۱۹۴۹) شناگر اهل فرانسه است.